# Momotombo
Momotombo je stratovulkan u Nikaragvi, nedaleko od grada Leóna na obalama jezera Manague. Visok je 1297 metara. Erupcija vulkana iz 1610. zbrisala je grad León Viejo (hrv: Stari León) i prisilila španjolske osvajače preseliti grad oko 40 kilometara prema zapadu, a taj je grad današnji León. Vulkan je vrlo simetričan te je jedan od simbola Nikaragve, a prikazan je na njihovim kutijama šibica i slikama nadahnutim revolucionizmom. Ovaj je vulkan bio vrlo popularan i prije I. svj. rata. Mnogo je turista dolazilo pogotovo 1904. godinu dana prije zadnje erupcije vulkana. Pisac Rubén Darío posvetio mu je poemu "Momotombo". Oko vulkana jako je geotermalno područje.